# Мощаниця (Лугинський район)
Мощаниця — колишнє село в Україні.
Знаходиться в Лугинському районі Житомирської області. Підпорядковувалось Липниківській сільській раді. Виселено через радіоактивне забруднення внаслідок аварії на ЧАЕС. Населення в 1993 році — 150 осіб. Зняте з обліку 17 липня 2001 року Житомирською обласною радою.
Розташовувалося на берегах річки Мощаниця, знаходився ставок, за селом починається ліс.

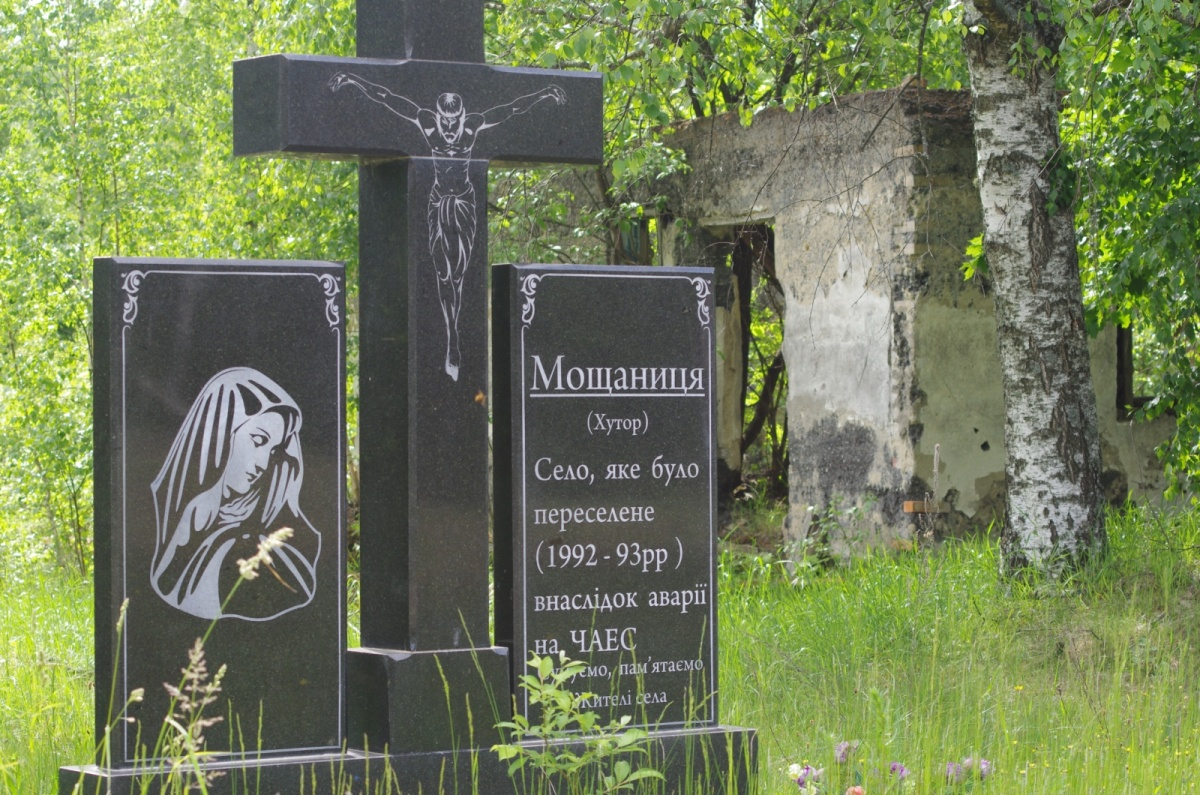
пам'ятний знак села Мощаниця (Лугинський район)